# 林門入
林 門入（はやし もんにゅう、1640年（寛永17年） - 1685年4月14日（貞享2年3月11日））は、江戸時代の囲碁棋士で、家元林家の二世林門入。安井算知門下。六段とされるが明確でない。
一世林門入（林門入斎）死去2年後の1669年(寛文9年)、安井算知が門下の一人に林家の俸禄を継がせて、林門入と名乗らせた。これにより囲碁家元は林家を加えた四家となり、同年から御城碁にも出仕し、安井知哲に先番4目勝。またこの年から始まった算知と本因坊道悦の争碁では、門入は算知の添願人となっている。本因坊道策が名人碁所となった際に寺社奉行に提出した手合組では、門入は道策に二子から先に改められた。
門入は安井家に関わりが深かったが、病に伏してから道策に実子の長太郎への家督相続を託し、長太郎8歳で死去。法名は仙譽自閑居士、門入斎と同じ浅草誓願寺快楽院に葬られる。御城碁は8局を勤めた。

## 御城碁戦績
- 1669年(寛文9年) 先番4目勝 安井知哲
- 1670年(寛文10年) 先番2目勝 安井知哲
- 1677年(延宝5年) 先番13目負 井上道砂因碩
- 1681年(天和元年) 先番13目負 井上道砂因碩
- 1682年(天和2年) 白番4目負 星合八碩
- 1683年(天和3年) 先番3目負 星合八碩
- 1684年(貞享元年) 先番3目勝 井上道砂因碩
- 1685年(貞享2年) 白番中押負 星合八碩

## 注
1. ↑  デジタル版 日本人名大辞典+Plus
2. ↑  没年は『坐隠談叢』初版では貞享3年3月11日となっているが、追補版では『伝信録』『碁将棋名順記録』にて貞享2年病死と記されている。